# Kamjanec-Podiljskyj
Kamjanec-Podiljskyj (ukrajinski: Кам’янець-Подільський) je grad smješten u zapadnoj Ukrajini na Volino Podolskoj uzvisini. Grad leži na rijeci Smotrič, sjeveroistočno od oblasti Černovci. 
On je bivši glavni grad Hmeljničke oblasti (ukrajinski: Хмельницька область), danas je upravno središte nižeg ranga, - Rajona Kamjanec-Podiljskyj.
Danas grad ima oko 99 068 stanovnika.

## Zemljopisne osobine
Kamjanec-Podiljskyj leži u južnom dijelu Hmeljničke oblasti, u zapadnoj Ukrajini u regiji Podolje. Rijeka Smotrič, lijeva pritoka rijeke Dnjestr, protiče kroz grad. Teritorij grada je 27.84 km2. Grad se nalazi 
oko 101 km udaljen od upravnog oblasnog sjedišta grada Hmeljnickija.

## Povijest

### Za antike
Više povjesničara drži su grad na tom mjestu je osnovali drevni Dačani, koji su živjeli na prostorima današnje Rumunjske, Moldavije, i dijelovima Ukrajine. Povjesničari također drže da su prvotni osnivači nazvali ovo naselje Petridava ili Klepidava, a to ime je složenica od grčke riječi petra ili lapis a obje te riječi na latinskom znače kamen, i dačke riječi dava, koja znači znači grad.

### Za srednjeg vijeka
Moderni grad Kamjanec-Podiljskyj prvi put je spomenut 1062. kao grad u sklopu države Kijevska Rus'. 1241. godine grad je razoren za vrijeme velike provaleMongolsko -Tatarske provale. 1352. godine grad je pripojen Kraljevini Poljskoj (1025-1385) za vrijeme vladavine kralja Kazimira III., i postao je glavni grad Vojvodsva Podolje. Utvrda Kamjanec-Podiljskyj je temeljno obnovljena i znatno proširena za vladavine poljskih kraljeva, koji su na taj način željeli zaštititi Poljsku s jugozapada protiv provala Osmanlija i Tatara. 

### Kamenec-Podol’skij u novije doba
Za vrijeme ustanka kozačkog hetmana Bogdana Hmeljnickog (1648. – 58.), židovska zajednica iz grada trpjela je nasilje čmelničkih kozaka s jedne strane, ali i napada Krimskih Tatara s druge strane.
Nakon Mira iz Bučača sklopljenog 1672. godine, Kamjanec-Podiljskyj na kratko je postao dio Osmanskog carstva i glavni grad vilajeta Podolje. Zbog stalne opasnosti koje je značilo osmanska prisutnost na granicama Poljsko-Litavske unije, kralj Jan III. Sobjeski izgradio je utvrdu odmah pored Kamjanec-Podiljskog, - Okopy Świętej Trójcy (Utvrdu svetog trojstva, danas Okopy). 1699. grad je vraćen pod Poljski suverenitet za vrijeme vladavine kralja Augusta II. Jakog kao dio ugovornih obaveza Karlovačkog mira. Nakod toga utvrda je stalno proširivana i ojačavana tako da je vremenom postala najjača utvrda Poljsko-Litavske unije. 
Očuvane ruševine zidova tvrđave još uvijek imaju po sebi bezbrojne željezne topovske granate ispaljene za različitih opsada grada.
Sredinom 18 st., Kamjanec-Podiljskyj postao je poznat kao središte žestokih vjerskih sukoba između Židova, između talmudovaca i frankovaca (slijedbenici reformatora Jacoba Franka, 1726–1791), u to vrijeme grad je bio sjedište biskupa Dembowskog, koji je jednostrano stao na stranu frankovaca i naredio javno spaljivanje talmudskih kniga po ulicama grada 1757. godine
Nakon Druge diobe Poljske iz 1793. grad je pripao Ruskom carstvu, i postao upravno središte Podolske gubernije. Ruski car Petar Veliki, posjetio je grad dvaput i bio je osobito oduševljen utvrdom. Jedan od tornjeva utvrde koristio se kao zatvor za vođu seljačkog ustanka sa 
početka 19 st. Ustima Karmeljuka, koji je upio pobjeći iz njega čak tri puta.
Krajem 19. st. mnogi židovi iz grada iselili su se u Sjedinjene Američke Države, osobito u New Yorku u kojem su organizirali svoja brojna udruženja.

### Za prvog svjetskog rata
Tijekom Prvog svjetskog rata, grad je okupirala Austro-Ugarska 1915. Za kolapsa Ruskog Carstva 1917., grad je bio nakratko postao dijelom kratkotrajane države Ukrajinske Narodne Republike. Nakon toga ušao je u sastav Ukrajinske SSR u sklopu SSSR-a.
Tijekom kratkotrajane ukrajinske države Kamjanec-Podiljskyj je bio de facto glavni grad Ukrajine nakon što su sovjetske snage zauzle Kijev. Za vrijeme poljsko-sovjetskog rata, grad je bila okupirala poljska vojska, ali je kasnije potpao pod SSSR-a Mirovnim ugovorom iz Rige 1921.

### Za sovjetske vlasti
Poljaci i Ukrajinci su oduvijek najbrojniji stanovnici Kamjanec-Podiljskog, u gradu koji je odavnina i jak trgovački centrar, s brojnom židovskom i armenskom manjinom.
Za sovjetske vlasti dio građana poljske i ukrajinske nacionalnosti prisilno je deportiran u Sibir.
Ispočetka je Kamjanec-Podiljskyj bio administrativno središte sovjetske ukrajinske  Oblasti Kamjanec-Podiljskyj, kasnije je to preseljeno u tadašnji Proskuriv današnji grad Hmeljnicki.

### Za drugog svjetskog rata
Jedan od prvih i najvećih masakra holokausta zbio se 27. kolovoza 1941. pored Kamjanec-Podiljskog. U svega dva dana pobijeno je 23 600 židova, najveći dio od njih bili su mađarski židovi (14,000-16,000) a ostatak su činili poljski židovi. Istraživači holokausta navode masakr iz Kamjanec-Podiljskog kao prvi primjer takvog zločina u tzv. Konačnom rješenju židovskog pitanja. Po živim svjedocima tog događaja, počinitelji se uopće nisu trudili da prikriju svoje zločine od lokalnog stanovništva.

## Kultura i turizam

### Znamenitosti grada
Najpoznatije atrakcije grada su stari dvorac, te brojne građevine u starom dijelu grada, a to je katedrala Sv. Petra i Pavla, Gradska vijećnica, te brojne utvrde. 

## Zbratimljeni gradovi
- Kalisz,Poljska (od 1993)[5]

## Vanjske poveznice
- Utvrda Kamjanec-Podiljskyj (ukr.)
- Grad Kamjanec-Podiljskyj  Arhivirana inačica izvorne stranice od 14. svibnja 2011. (Wayback Machine)
- Stranice grada Kamjanec-Podiljskyj (rus.)
- Kamjanec-Podiljskyj cvijet na kamenu  Arhivirana inačica izvorne stranice od 26. kolovoza 2009. (Wayback Machine) (rus.)
- Sovjetska topografska karta Kamjanec-Podiljskog i okolice
- Fotografije grada Kamjanec-Podiljskyj  Arhivirana inačica izvorne stranice od 22. srpnja 2009. (Wayback Machine)